# 延安街道 (吉林市)
延安街道，是中华人民共和国吉林省吉林市昌邑区下辖的一个街道办事处。

## 行政区划
延安街道下辖以下地区：
花园社区、嫩江社区、延川社区、嘉园社区和景园社区。